# Sebastião Alves do Nascimento
Sebastião Alves do Nascimento (Patrocínio, 13 de dezembro de 1919 – Belo Horizonte, 11 de dezembro de 1977) foi um fazendeiro e político brasileiro do estado de Minas Gerais.
Em 1942, Sebastião Alves do Nascimento, que era conhecido como Binga transferiu-se para Patos de Minas, exercendo a profissão de fazendeiro.
Em 1958, candidatou-se a prefeito municipal de Patos de Minas, sendo eleito. Em seu governo, iniciou-se em Patos de Minas, a Festa Nacional do Milho, em 24 de maio de 1959.
Em 1963 passou o cargo para o vice-prefeito Vicente Pereira Guimarães, a fim de descompatibilizar-se e candidatou-se a deputado estadual pela UDN, sendo eleito para a 5ª legislatura da Assembleia Legislativa de Minas Gerais. Com a extinção dos antigos partidos, filiou-se à ARENA e sob sua legenda se reelegeu mais três vezes consecutivas (6ª, 7ª e 8ª legislaturas). Faleceu antes de terminar o seu quarto mandato de deputado estadual.
Foi casado com Celsa e teve quatro filhas: Notília, Nubia, Nesly e Nilda Iris Vaz Borges, a qual possui teu nome em destaque no cenário político brasileiro, por figurar como uma das primeiras mulheres a exercerem cargo político (vereadora do município de Patos de Minas em 1972) do Brasil.
Hoje leva o nome do trecho da BR-354 que liga o bairro Engenho da Serra, em Itamonte, em Minas Gerais até a divisa com o município de Resende, no Rio de Janeiro, denominada Rodovia Sebastião Alves do Nascimento.